# Mô khí

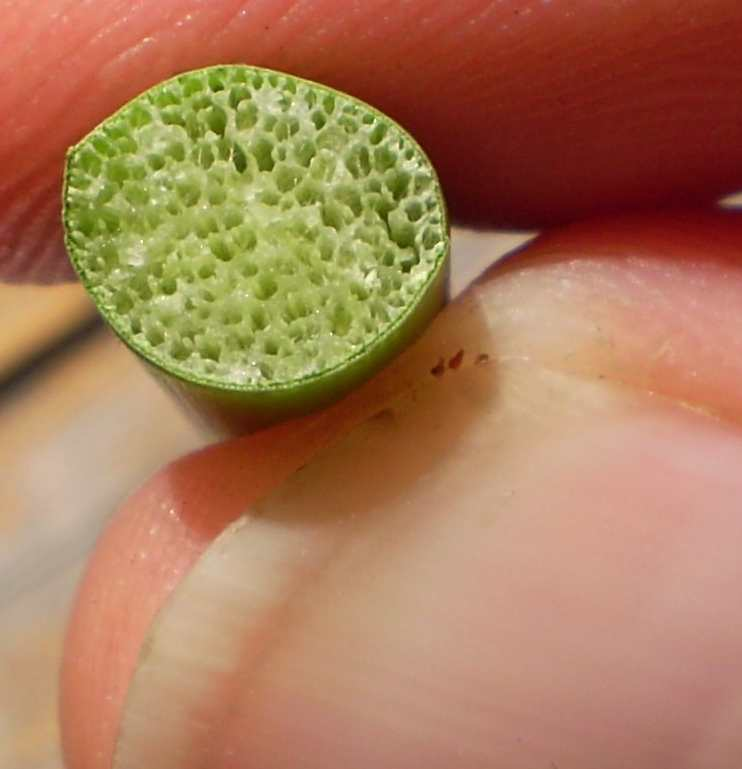
Aerenchyma trong mặt cắt ngang thân của một nhà máy đất ngập nước điển hình.

Mô khí là một mô xốp hình thành các không gian hoặc kênh không khí trong lá, thân và rễ của một số loại cây, cho phép trao đổi khí giữa chồi và rễ. Các kênh của khoang chứa đầy không khí (xem hình bên phải) cung cấp một con đường bên trong có sức đề kháng thấp để trao đổi khí như oxy và ethylene giữa các loài cây trên mặt nước và các mô chìm. Aerenchyma cũng phổ biến trong các loài thực vật thủy sinh và đất ngập nước phải phát triển trong đất thiếu oxy.

## Sự hình thành mô khí và thiếu oxy
Khi đất bị ngập, thiếu oxy sẽ phát triển, vì các vi sinh vật trong đất tiêu thụ oxy nhanh hơn quá trình khuếch tán. Sự hiện diện của đất thiếu oxy là một trong những đặc điểm xác định của vùng đất ngập nước. Nhiều loài thực vật đất ngập nước sở hữu khí dung, và trong một số, chẳng hạn như hoa súng, có luồng không khí trong khí quyển qua lá và thân rễ. Có nhiều hậu quả về mặt hóa học khác của tình trạng thiếu oxy. Ví dụ, quá trình nitrat hóa bị ức chế khi oxy thấp xảy ra và các hợp chất độc hại được hình thành, vì vi khuẩn kỵ khí sử dụng nitrat, mangan và sulfate làm chất nhận điện tử thay thế. Khả năng oxy hóa khử của rhizhosphere giảm và các ion kim loại như sắt và mangan kết tủa. Mô khí là một sửa đổi của nhu mô.
Nói chung, oxy thấp kích thích cây và thực vật sản xuất ethylene. Ethylene làm chậm sự kéo dài và hình thành rễ chính dài ra.

## Ưu điểm
Các hốc lớn chứa đầy không khí cung cấp một con đường bên trong có sức đề kháng thấp để trao đổi khí giữa các cơ quan thực vật trên mặt nước và các mô chìm. Điều này cho phép thực vật phát triển mà không phải chịu chi phí trao đổi chất của hô hấp kị khí. Một số oxy được vận chuyển qua khí dung rò rỉ qua lỗ chân lông vào đất xung quanh. Các rhizosphere nhỏ của đất có oxy xung quanh các rễ riêng lẻ hỗ trợ các vi sinh vật ngăn chặn dòng các thành phần đất có khả năng gây độc như sulfide, sắt và mangan.